# Кажымухан
Кажымухан (каз. Қажымұқан, до 1999 г. — Ленинту, до 2001 г. — Зердели) — село в Ордабасинском районе Туркестанской области Казахстана. Входит в состав Кажымуканского сельского округа. Находится примерно в 5 км к востоку от районного центра, села Темирлановка. Код КАТО — 514630600.

## Население
В 1999 году население села составляло 1608 человек (787 мужчин и 821 женщина). По данным переписи 2009 года, в селе проживало 1697 человек (846 мужчин и 851 женщина).